# 舍拉萊阿德豪拉

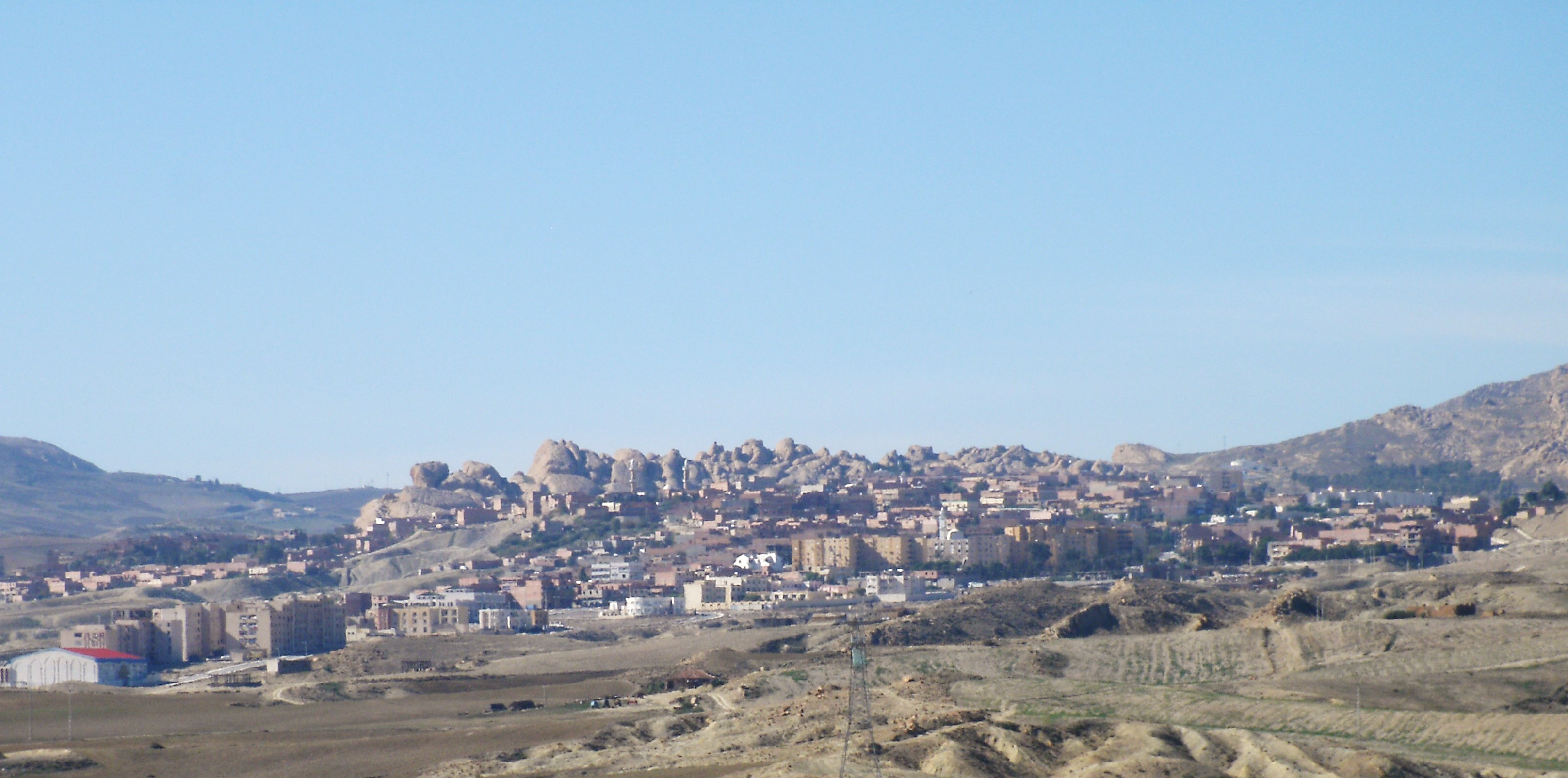
舍拉萊阿德豪拉

35°56′25″N 3°24′50″E / 35.94028°N 3.41389°E
舍拉萊阿德豪拉（阿拉伯语：‎）是阿爾及利亞的城鎮，位於該國北部，由麥迪亞省負責管轄，是舍拉萊阿德豪拉區的首府，面積143平方公里，海拔高度1,200米，2008年人口57,300人，人口密度每平方公里401人。